# Bernhard Poll
Bernhard Poll (* 26. Juli 1901 in Bielefeld; † 17. September 1981 in Aachen) war ein deutscher Historiker und langjähriger Leiter des Stadtarchivs Aachen.

## Leben und Wirken
Nach seiner Schulzeit begann Bernhard Poll zunächst ein Studium der Theologie, wechselte aber ab dem Sommersemester 1923 an die Universität Freiburg, wo er das Studium der Geschichte aufnahm. Hier trat er auch der K.D.St.V. Hohenstaufen Freiburg im Breisgau bei. Ein Jahr später wechselte Poll an die Universität Wien, wo er 1925 promoviert wurde. Anschließend schloss er sein Studium mit dem Staatsexamen für Höheres Lehramt an der Universität Kiel ab.
Im Jahr 1927 trat Poll eine Stelle im Reichsarchiv Potsdam als Referent der kriegsgeschichtlichen Abteilung an, welche 1936 in das neugegründete Heeresarchiv Potsdam überführt und unter Friedrich von Rabenau neu aufgebaut wurde. Poll, der auf Grund seiner ablehnenden Haltung zur NSDAP als unzuverlässig galt, wurde aber erst ein Jahr später als Heeresarchivrat in den Beamtenstatus übernommen. In dieser Zeit veröffentlichte er auch seine ersten beiden Publikationen über die Geschichte des Ersten Weltkrieges. Bernhard Poll war verheiratet mit Elsbeth Poll, geborene Carbyn. Im Dezember 1937 wurde ihr gemeinsamer Sohn Lothar C. Poll in Berlin geboren. Während des Zweiten Weltkrieges wurde Bernhard Poll ab 1940 als Beauftragter des Heeres in den neu aufgestellten Stab des Oberkommandos des Heeres für Norwegen versetzt und im Jahr 1943 als Abteilungsleiter zum Heeresarchiv zurückbeordert. Nach dem Einmarsch der Roten Armee übertrug man ihm die Leitung des Zentralarchivs der sowjetischen Besatzungszone, doch bereits Ende 1946 verließ er Potsdam und zog vorübergehend zu seiner Familie nach Bielefeld.
Im Jahr 1948 folgte Poll einem Ruf der Stadt Aachen, die ihn als Nachfolger des erkrankten und in den Ruhestand versetzten sowie mit einem Entnazifizierungsverfahren belasteten Albert Huyskens zum Direktor des Stadtarchivs ernannte und ihn mit dem Wiederaufbau des im Krieg stark beschädigten Archivs betraute. Darüber hinaus trat Poll dem Aachener Geschichtsverein bei und leitete diesen von 1962 bis 1972 als Nachfolger von Felix Kuetgens. Bereits 1960 entstand Polls Hauptwerk Die Geschichte Aachens in Zahlen, welches er 1965 in zwei Bänden neu auflegte. Bis zu seinem Tode im Jahr 1981 wirkte er auch an einer dritten überarbeiteten und ergänzten Auflage mit, welche von Thomas R. Kraus und Hans Siemons 2003 herausgegeben wurde.
Seit seinem Dienstantritt in Aachen hatte sich Poll auch für den Erhalt des Internationalen Zeitungsmuseums eingesetzt, dessen Leitung er von 1952 bis 1972 übernommen hatte. Nach umfangreichen Instandsetzungsarbeiten konnte er das Museum am 19. Oktober 1962 mit neuen Ausstellungsräumen für die Öffentlichkeit wiedereröffnen. Fünf Jahre später präsentierte er hier seine Ausstellung Die jüdische Presse im 19. Jahrhundert, die auch in den USA, in Argentinien, in der Schweiz und in den Niederlanden gezeigt wurde. Poll widmete diese Ausstellung dem aus Deutschland geflohenen Arzt Walter Hirsch anlässlich der Eröffnung der neuen Bibliothek in Tel Aviv, in welcher Hirsch seine Privatsammlung einer breiten Öffentlichkeit zur Verfügung stellte.
Darüber hinaus trat Poll in Aachen dem Cartellverband der katholischen deutschen Studentenverbindungen bei, dessen Aachener Philisterzirkel er von 1954 bis 1968 als Vorsitzender leitete. Außerdem war er Mitglied in der Görres-Gesellschaft und in der Gesellschaft für Rheinische Geschichtskunde, für die er den zweiten bis achten Band der Rheinischen Lebensbilder herausgab.

## Schriften (Auswahl)
- Das Heimfallsrecht auf den Grundherrschaften Österreichs. R. M. Rohrer, Brünn 1923.
- Schicksalswende 1914. C. Heymann, Berlin 1935.
- Deutsches Schicksal 1914–1918. Vorgeschichte und Geschichte des Weltkrieges. Weidmann, Berlin 1937.
- England und das zweite Reich, Mittler, Berlin 1940.
- Fünfzig Jahre Stadtsparkasse Aachen 1901–1951. Willmars, Aachen 1951.
- Das Schicksal Aachens im Herbst 1944. Teil I. In: Zeitschrift des Aachener Geschichtsvereins 66/67, 1954/55, S. 193–268.
- Das Schicksal Aachens im Herbst 1944. Authentische Berichte. In: Zeitschrift des Aachener Geschichtsvereins 73, 1961, S. 33–254.
- Geschichte Aachens in Daten. Stadtarchiv Aachen, 1. Aufl. Aachen 1960; 2. Aufl. Teil I: Bis 1964, Mayer, Aachen 1965, Nachdruck und Teil II: 1965–2000, fortgeführt von Thomas R. Kraus und Hans Simons, Aachen 2003.
- Festgabe zur Eröffnung von Ausstellungsräumen im Internationalen Zeitungsmuseum der Stadt Aachen am 19. Oktober 1962, dem Tag der Enthüllung einer Tafel zur Erinnerung an Julius Reuter, den Begründer des Reuterschen Telegraphenbüros in Aachen 1850. Stadtverwaltung Aachen, Aachen 1962.
- David Hansemann: 1790, 1864, 1964. Zur Erinnerung an einen Politiker und Unternehmer. Metz, Aachen 1964.
- Rheinische Lebensbilder. Gesellschaft für Rheinische Geschichtskunde, Droste-Verlag, Düsseldorf, 1. u. 2. Bd. 1966, 3. Bd. 1968, 4. Bd. 1970, 5. Bd. 1973, 6. Bd. 1982.
- Jüdische Presse im 19. Jahrhundert. Aus dem Internationalen Zeitungsmuseum der Stadt Aachen. Ausstellung zur Eröffnung des Neubaus der Bibliothek Professor Walter Hirsch in Tel Aviv 1967 [Ausstellungskatalog]. Internationales Zeitungsmuseum Aachen, Aachen 1967.
- Das Internationale Zeitungsmuseum. In: Der Archivar. Mitteilungsblatt für deutsches Archivwesen, Nr. 16/1968.
- Zur Geschichte des Aachener Friedens 1748. In: Zeitschrift des Aachener Geschichtsvereins 81, 1971, S. 5–142.